# Pritchardia hardyi
Espèce
Synonymes
- Pritchardia weissichiana Rock[2] [1]

Statut de conservation UICN

 CR A1ce, B1+2abce, D : 
En danger critique
 (1998 - needs updating) 
Pritchardia hardyi est une espèce de plantes de la famille des Arecaceae.

## Répartition
Cette espèce est endémique de l'île Kauai à Hawaï.